# Овощной отделения № 2 совхоза «Челбасский»
Овощно́й отделе́ния № 2 совхо́за «Челба́сский» — посёлок в Тихорецком районе Краснодарского края России. Входит в состав Алексеевского сельского поселения.

## Население
| 2002 | 2010 |
| ---- | ---- |
| 76   | ↘72  |

## Улицы
- ул. Гвардейская,
- ул. Прудная,
- ул. Путевая[4].